# Яцько Балика
Яцько́ (Діони́сій) Бали́ка (? — 1612) — діяч київського магістрату часів Речі Посполитої, війт Києва в 1593–1612 роках.

## Біографія
Представник родини Балик, заможних київських міщан, відомої в XVI–XVII столітті. Самі Бали́ки походили з хрещених татар, назва їхнього роду походить від тюркського слова, що означає «риба». Уперше їхнє прізвище згадується на сторінках київських джерел у 1552 році. 
Яцько (Діонисій) Бали́ка протягом 1575–1578 років був райцею, у 1578–1592 роках — бурмистром. Королівським привілеєм 13 червня 1593 року Яцько Балика затверджений на посаді київського війта та обіймав її до кінця життя (1612). Будучи війтом, він вживав шляхетський герб «Абданк». 
Очолював староміщанську (т. зв. «народну») партію в боротьбі православних з уніатами. Посаду війта Балика щоразу виборював у виборчому двобої з представником пропольської партії Федором Ходикою-Кобизевичем. У 1611 році міщани під проводом війта Балики погромили біскупську резиденцію, побивши намісника та його дружину.

## Родина
Три сини Яцька Балики — «войтовичі» Олександр, Созон та Богдан — брали участь у польському поході на Москву в 1612 році. Усі вони були діячами магістрату — райцями чи лавниками. Богдан Балика лишив цікаву сімейну хроніку. Созон Балика мав «плаци» біля церкви Успіння Богородиці. До речі, саме Созон Балика здійснював нагляд за відбудовою цієї церкви і, мабуть, не випадково: він доводився зятем архітектору Себастіану Брачі, який займався цією відбудовою. Цілком ймовірно, що донькою когось із «войтовичів» була дівчина на прізвисько Баличанка, яка в 1640-х роках стала дружиною Андрія Ходики-Кобизевича, поклавши край ворожнечі між родами.